# Ulica Henryka Sienkiewicza w Krakowie
Ulica Henryka Sienkiewicza – ulica w Krakowie, w dzielnicy V Krowodrza, zaczynająca się ślepo przy placu Inwalidów a kończąca na rondzie na ul. Mazowieckiej. 
Wytyczona na początku XX wieku po zburzeniu bastionu II „Nowowiejskiego” Twierdzy Kraków. Nazwę nadano w 1925 roku. Pierwotnie biegła tylko do al. A. Grottgera, za którą płynęła Młynówka Królewska, którą następnie zakopano. Ulica została przedłużona do ul. Mazowieckiej w latach 70. XX wieku.

## Zabudowa
- ul. Sienkiewicza 1 – Kamienica Będzikiewicza
- ul. Sienkiewicza 2 – Dom czynszowy Lwowskiego Zakładu Ubezpieczeń Pracowników Umysłowych w Krakowie, a w nim Filia nr 22 biblioteki publicznej
- ul. Sienkiewicza 3a – kamienica, ok. 1935.
- ul. Sienkiewicza 3b – kamienica, proj. Zygmunt Grünberg, 1933.
- ul. Sienkiewicza 4 – Wydział Towaroznawstwa UEK, Katedra Towaroznawstwa Przemysłowego. Budynek dawnego Wyższego Studium Handlowego, proj. Teodor Hoffmann, 1926
- ul. Sienkiewicza 5 – UEK Katedra Towaroznawstwa Żywności Uniwersytetu Ekonomicznego (proj. Józef Gałęzowski, 1930)
- ul. Sienkiewicza 6 – kamienica, proj. Roman Weindling, 1924.
- ul. Sienkiewicza 7 – kamienica, proj. Zygmunt Szufa, 1933.
- ul. Sienkiewicza 8 – kamienica, ok. 1920
- ul. Sienkiewicza 9 (ul. Teofila Lenartowicza 23) – kamienica, ok. 1935.
- ul. Sienkiewicza 10 – kamienica, proj. Wiktor Miarczyński, 1923.
- ul. Sienkiewicza 11 (ul. Teofila Lenartowicza 23) – kamienica, ok. 1935.
- ul. Sienkiewicza 12 – kamienica, ok. 1925.
- ul. Sienkiewicza 13 – kamienica, proj. Tadeusz Tombiński, 1935.
- ul. Sienkiewicza 14 (pl. Teodora Axentowicza) – kamienica, proj. Jan Rzymkowski, 1927.
- ul. Sienkiewicza 17 – Kościół św. Szczepana
- ul. Sienkiewicza 24 – Żłobek Samorządowy nr 14
- ul. Sienkiewicza 25 – willa, dom własny Wacława Krzyżanowskiego, 1924

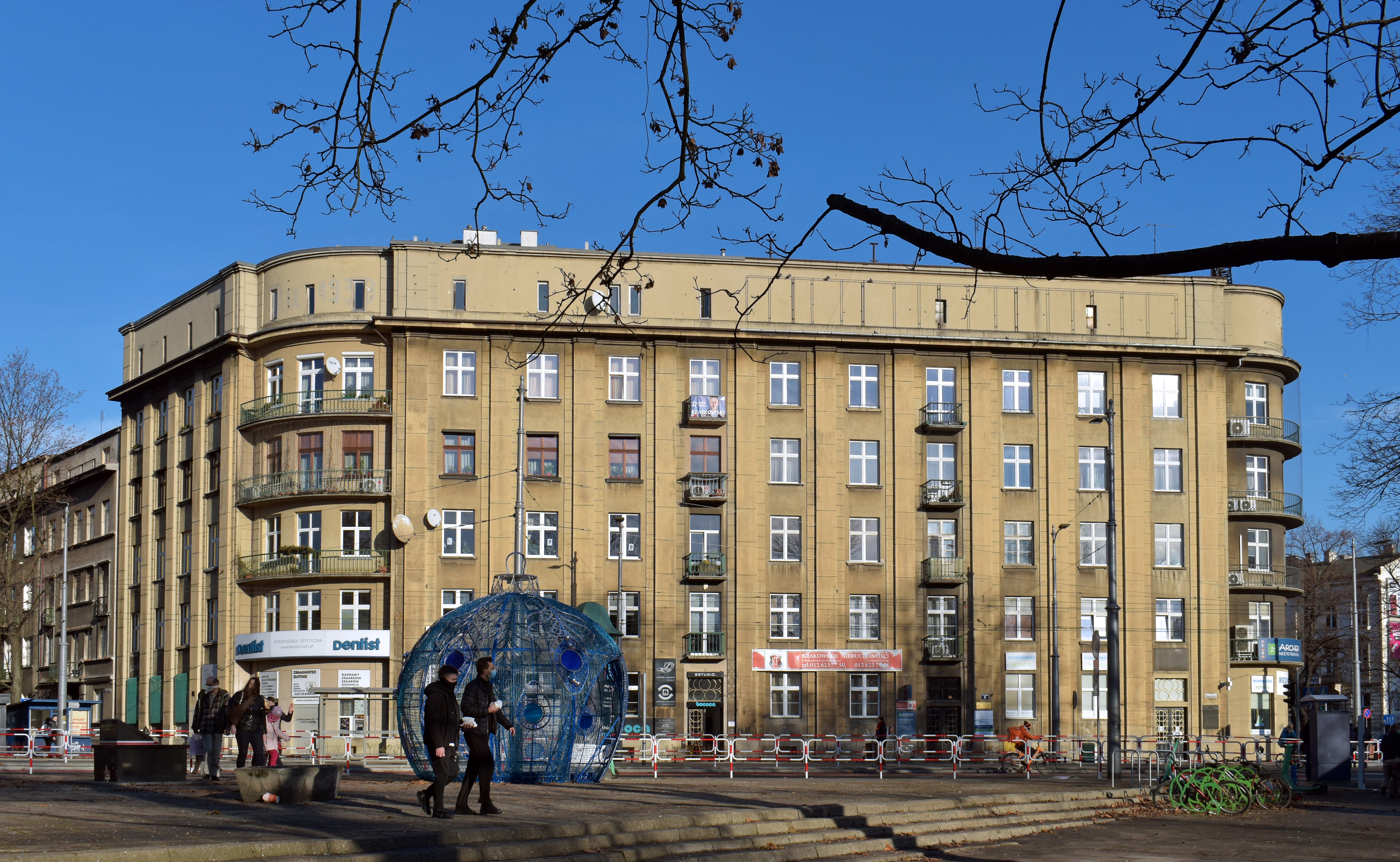
ul. Sienkiewicza 1 Kamienica Będzikiewicza
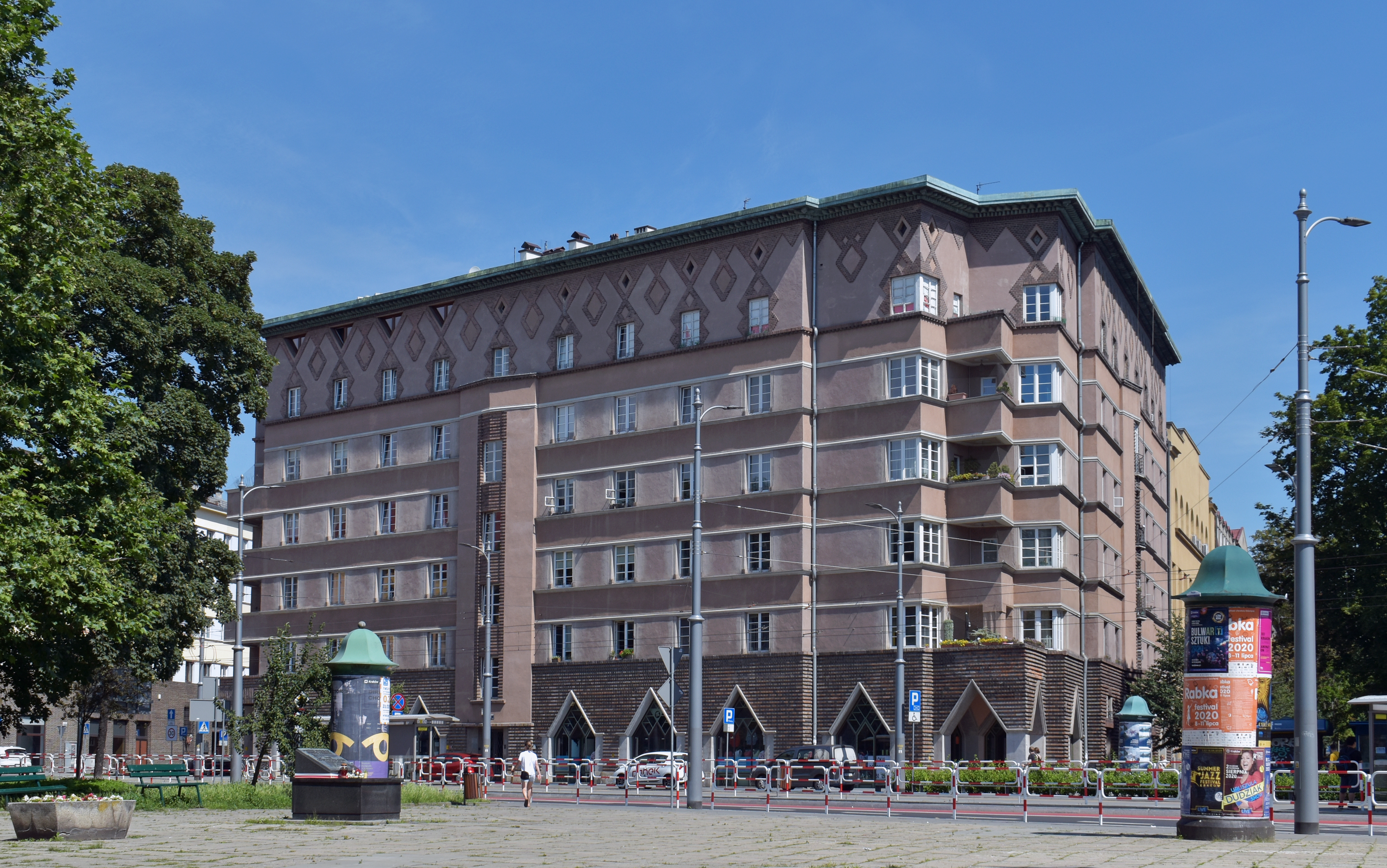
ul. Sienkiewicza 2 Dom czynszowy Lwowskiego Zakładu Ubezpieczeń Pracowników Umysłowych
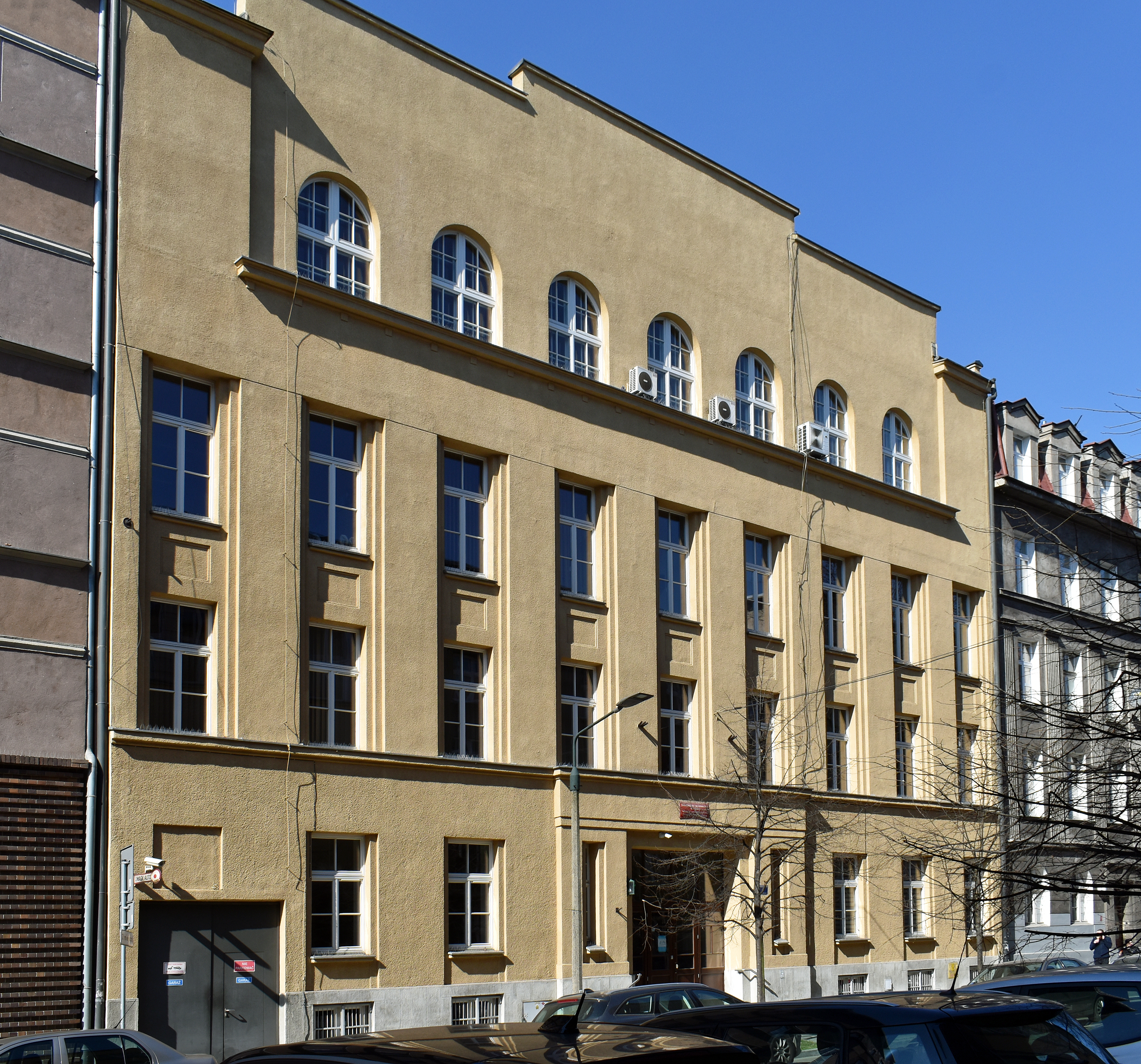
ul. Sienkiewicza 4 UEK Katedra Towaroznawstwa Przemysłowego
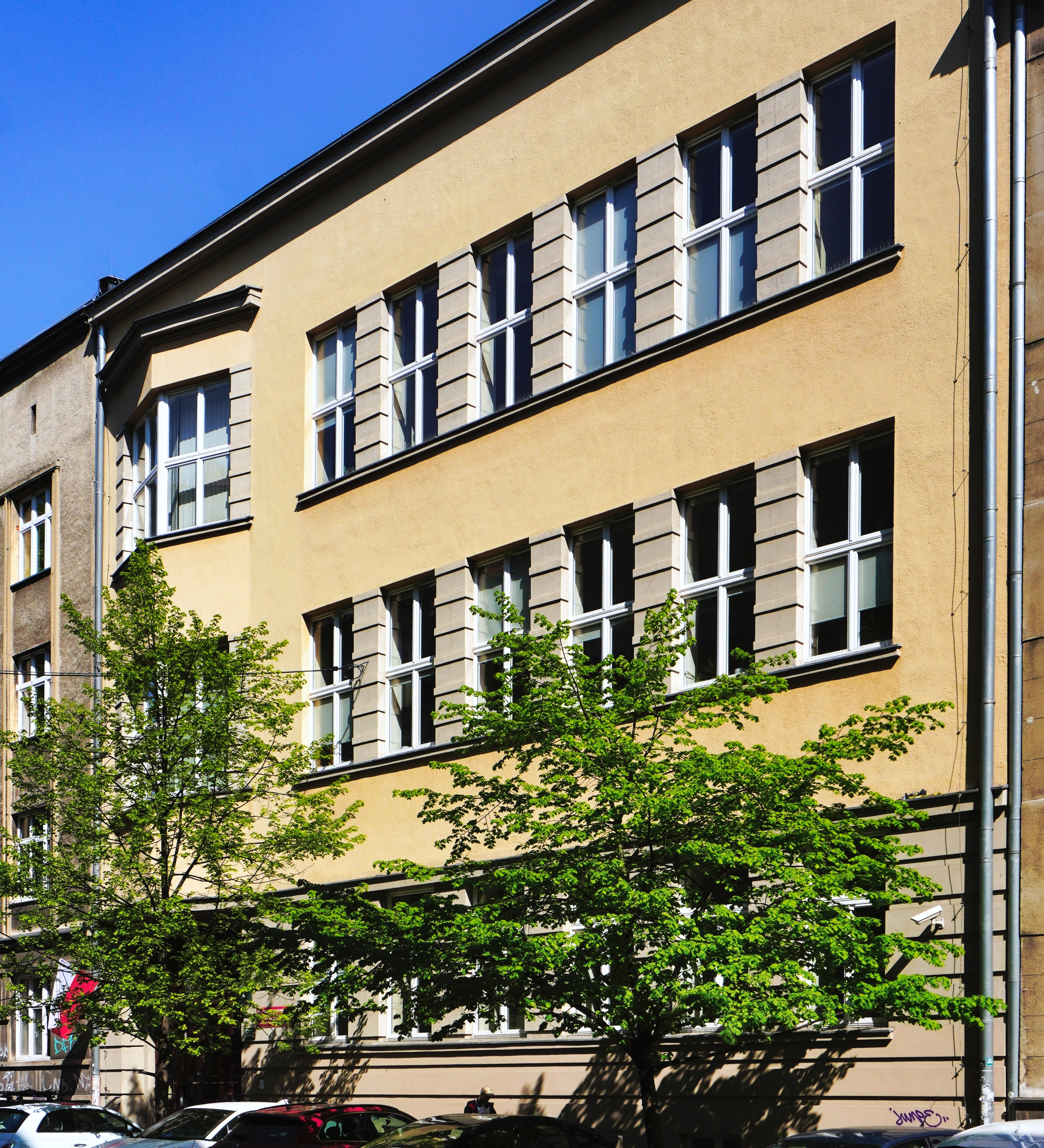
ul. Sienkiewicza 5 UEK Katedra Towaroznawstwa Żywności
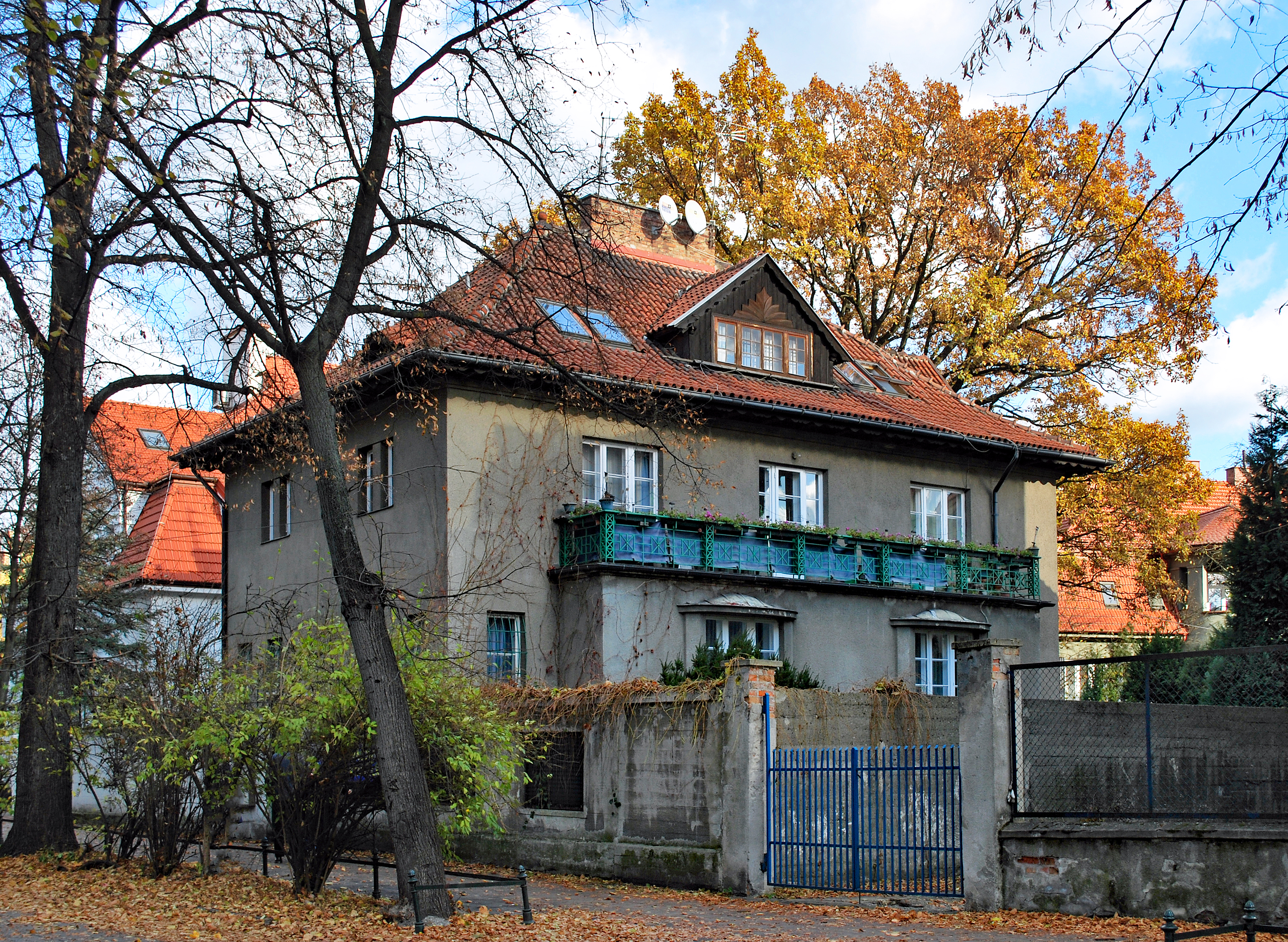
ul. Sienkiewicza 25 Willa własna Krzyżanowskiego